# Les Clés de saint Pierre (roman)
Pour les articles homonymes, voir Les Clés de saint Pierre.
 (septembre 2016).
Si vous disposez d'ouvrages ou d'articles de référence ou si vous connaissez des sites web de qualité traitant du thème abordé ici, merci de compléter l'article en donnant les références utiles à sa vérifiabilité et en les liant à la section « Notes et références ».
Les Clés de saint Pierre est un roman écrit en 1954 par Roger Peyrefitte, paru chez Flammarion en 1955. À Rome, un séminariste de vingt-deux ans séjourne chez un vieux cardinal pour achever sa formation ; sa foi est mise à l’épreuve par la séduction d’une jeune Romaine qui finit par le sommer de choisir entre elle et la prêtrise.

## Résumé
L’abbé Victor Mas devient secrétaire d’un prince de l’Église, le cardinal Belloro, qui l’honore de son amitié et de ses confidences sur les coulisses du Vatican. Ses deux nouveaux « collègues », un chapelain, un secrétaire, sans oublier un « valet de chambre cynique », complètent ces informations. Le cardinal se fait une conception aristocratique de l’Église, dont les richesses sont « le sacrifice des pauvres » (p. 51). L’abbé se fait draguer impudemment par la nièce du chapelain, Paola. Il commence à résister au rendez-vous qu’elle lui propose. L’abbé remarque la contradiction entre le décor luxurieux du Vatican et cette obsession qui ne fait qu’exacerber les passions. Paola manipule son oncle pour attirer l’abbé dans ses filets. Lorsqu’il est ordonné sous-diacre, l’abbé a un retour de chasteté, il parvient à éconduire Paola qui pourtant s’était mise en mesure de le sauver d’une conversation assommante. La fin de cette année apostolique sera difficile pour notre pauvre abbé, soumis à un cas de conscience des plus épineux.